# Festival de Turismo Responsable de Ítaca
Festival de Turismo Responsable de TI. A.Cà ( Festival del Turismo Responsabile « IT.A.Cà» ) fue creado en Italia en Bolonia en 2008, por una red de más de 700 profesionales y expertos en turismo sostenible  y turismo en Italia, y se ha celebrado cada año en varias regiones de Italia con el objetivo de promover el concepto de un « otro viaje a Europa »  . 

## En Cerdeña
Si buscas una experiencia auténtica de turismo rural en Cerdeña, La provincia de Ogliastra es el lugar perfecto para adentrarte en la naturaleza más virgen y el mejor ejemplo para conocer la cultura tradicional y la historia sarda. Hasta allí nos acercamos hace unos días para disfrutar con algunas de las actividades y experiencias del Festival de Turismo responsabile  IT.A.CA.